# Белорусский короед
Белору́сский корое́д (лат. Trypophloeus asperatus spiculatus) — подвид жуков-долгоносиков из подсемейства короедов (Scolytinae). Представители распространены от Западной Европы до Европейской части России. Кормовое растение личинок и взрослых жуков — осина.

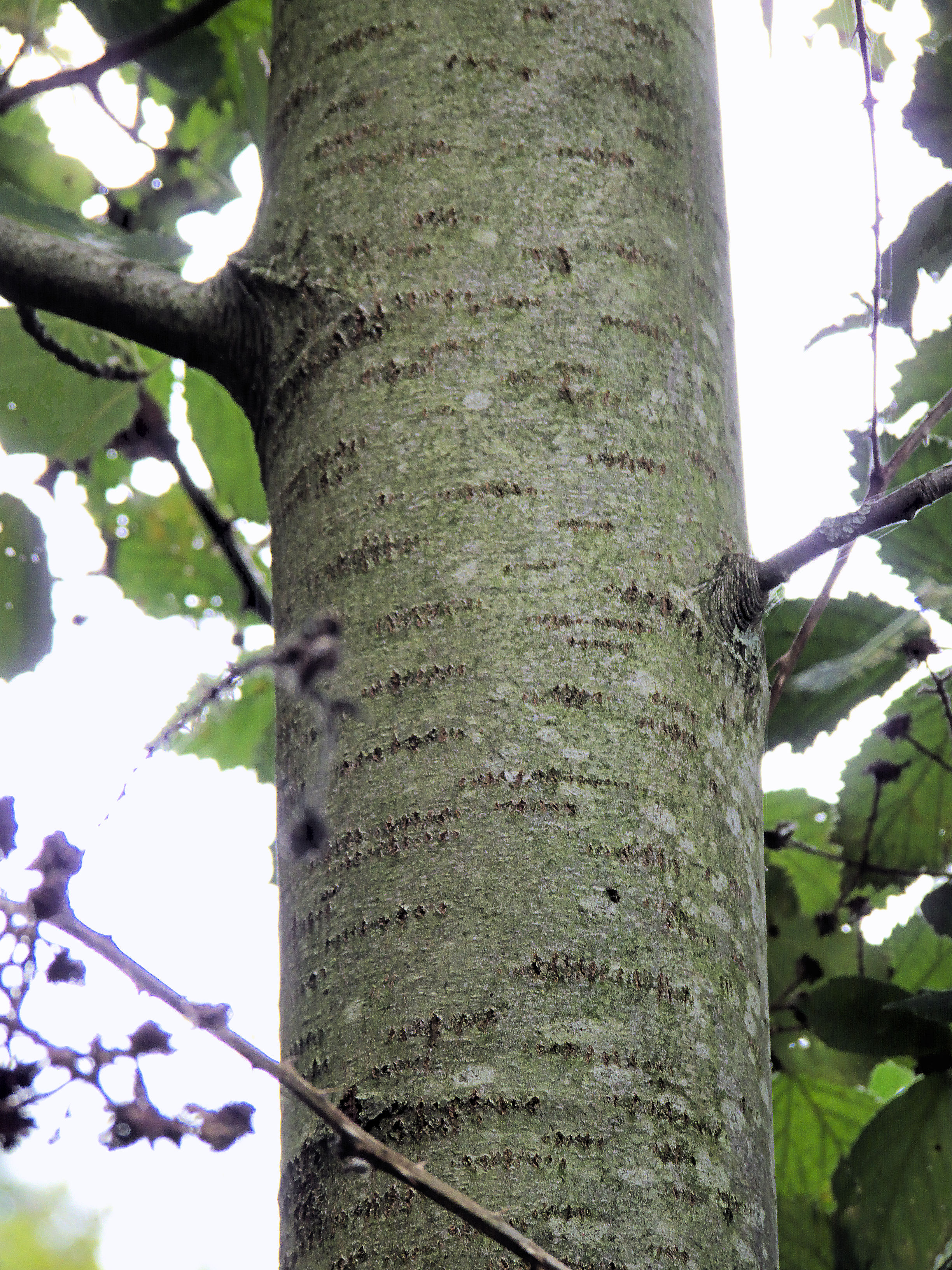
Кормовое растение белорусского короеда — осина.

## Строение
Мелкие жуки длиной около 1,5 мм. Переднеспинка — капюшоновидная с пятном многочисленных бугорков и несколькими зубчиками на переднем крае. От представителей близких таксонов отличаются отсутствием микроскопических углублений («точек») вблизи заднего края переднеспинки. У самцов на надкрыльях имеются две пары коротких зубчиков.

## Таксономия
Первое описание таксона было произведено немецким энтомологом Хансом Эггерсом по материалу, собранному близ Кланы (территории современной Хорватии). При этом автор счёл новую группу самостоятельным видом рода Trypophloeus — Trypophloeus spiculatus. В результате более поздних таксономических исследований положение этого таксона было пересмотрено, и в настоящее время белорусских короедов рассматривают в качестве подвида в составе вида осиновых короедов (Trypophloeus asperatus).